# John Martyn
John Martyn  (Londres, 12 de setembro de 1699 — Londres, 29 de janeiro de 1768) foi um médico e botânico britânico.

## Biografia
Ele abandonou a sua atividade comercial para o estudo da medicina e botânica.  Embora não obtendo o  título de doutor, praticou a medicina de  1727 a 1752, em Chelsea . 
Em 1721,  com  Johann Jacob Dillenius (1684-1747) e outros, passou a participar como membro da Sociedade Botânica das Ilhas Britânicas, reunindo-se todas as semanas no  Rainbow Coffee House  de Watling Street, de 1730 à 1737.  Publicou um semanário satírico, o  Grub Street Journal.
Em 1727, assumiu como membro na Royal Society.
Ocupou a cátedra de botânica na Universidade de Cambridge, de 1733 à 1762 , cedendo esta  cátedra ao seu filho,  Thomas (1736-1825),  autor de  Flora rustica (1792-1794). Foi amigo de  William Sherard (1659-1728) e de Patrick Blair ( 1666-1728). 
Carl von Linné (1707-1778) lhe dedicou, em  1753,  o gênero  Martynia da família das  Pedaliaceae, atualmente pertencente à familia das  Martyniaceae.
A sua obra mais conhecida é a Historia plantarum rariorum  que publicou de  1728 à 1737. Fez traduções acompanhadas de notas sobre agricultura e botânica. Traduziu também   Bucoliques  em 1749), e  Géorgiques  de Virgílio em 1741.

## Fonte
- Ray Desmond (1994). Dictionary of British and Irish Botanists and Horticulturists including Plant Collectors, Flower Painters and Garden Designers. Taylor & Francis e Museu de História Natural (Londres).